# Mogera latouchei
Mogera latouchei — вид ссавців родини кротових (Talpidae). Проживає у східному Китаї та частинах північного В'єтнаму. Він названий на честь ірландського натураліста Джона Девіда Діга Ла Туша.
Раніше він вважався підвидом острівного крота (M. insularis) острова Хайнань і східного Тайваню (або, альтернативно, лише східного Тайваню), але генетичний аналіз 2007 року виявив, що обидва види відрізняються один від одного. Філогенетичний аналіз показує, що M. latouchei є сестринським видом клади, що складається з 2–3 острівних ендемічних видів Mogera з Китаю та Тайваню (M. insularis, M. kanoana та M. hainana, якщо останній вважається відмінним від insularis).
Діагностичними характеристиками виду є його невеликий розмір, темне хутро та широкий слуховий отвір у черепі, останній з яких відрізняється від будь-якого іншого виду Mogera. Зразки M. latouchei з В'єтнаму та Китаю мають подібні характеристики скелета, але в'єтнамські популяції вважаються більшими та мають міцніший череп; це потенційно може вказувати на присутність загадкового виду в лінії M. latouchei.
У В'єтнамі M. latouchei має перипатричне поширення щодо Euroscaptor longirostris, причому кріт Ла Туша зустрічається на низьких висотах від 600 до 800 метрів, у тому числі на сільськогосподарських угіддях, а Euroscaptor longirostris – лише знайдені вище 800 метрів. Це означає, що обидва види можуть бути конкурентами один одному.